# طوطی‌نوک بزرگ
طوطی‌نوک بزرگ (نام علمی: Conostoma oemodium) نام یک گونه از تیره سسکیان است.